# میرزا محمدخان سپهسالار
میرزا محمد خان قاجار دولو ملقب به کشیکچی‌باشی و سپس سپهسالار (مرگ ۱۷ صفر ۱۲۸۴ هجری قمری در مشهد) وزیر جنگ و صدراعظم روزگار پادشاهی ناصرالدین شاه قاجار بود.

## زندگی

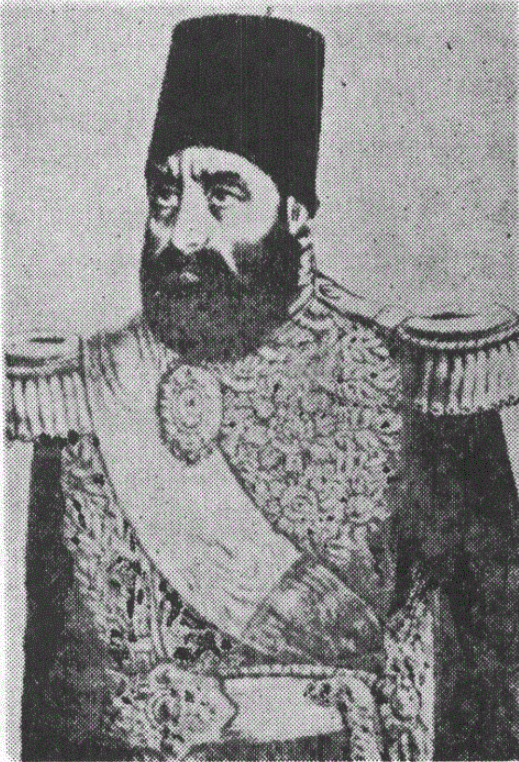
نگاره‌ای دیگر میرزا محمد خان سپهسالار

میرزا محمد خان پسر امیر خان سردار از نظامیان دورهٔ محمد شاه قاجار بود. میرزا محمد خان کشیکچی‌باشی در زمان تجاوز نظامی بریتانیا به جنوب ایران، به جای مهرعلی خان شجاع‌الملک نوری فرماندهِ قوای جنوب -که از بریتانیایی‌ها شکست‌خورده بود- انتخاب شد، ولی نتوانست در برابر ایشان کاری از پیش ببرد. در ۱۲۷۵ هجری به سمت وزارت جنگ برگزیده‌شد و در ۱۲۸۰ هجری در سرکوب ترکمانان شورشی استرآباد از خود رشادت نشان‌داد. در ۱۲۸۱ از سوی ناصرالدین شاه با حفظ سمت وزارت جنگ به صدارت عظمی گمارده شد.
به ابتکار او اولین دستورالعمل نظامی در ایران بر اساس رهنمودهای ارتش انگلیس و فرانسه تصویب و اجرا شد. این برنامه روش انتصاب و عزل اعضای کادر فرماندهی، برنامه‌ریزی تمرینات نظامی اجباری و ایجاد یک ذخیره آموزش دیده برای معرفی یک ساختار سازمانی خاص را تعیین کرد. نخست‌وزیری میرزا محمد خان ۱۷ ماه دوام آورد و چون نظامی بود عمدتاً به لشکریان توجه داشت و از امور کشور غافل بود. علاوه بر این، درباریان و وزرای منصوب شاه به دستورات او بی اعتنایی می‌کردند و فقط در برابر شاه پاسخگو بودند. سرانجام با توطئه‌های میرزا یوسف آشتیانی و دیگر درباریان برکنار شد.
اندکی بعد میرزا محمد خان به پیشکاری سلطان حسین میرزا جلال‌الدوله پسر ناصرالدین شاه و والی وقت خراسان رسید.
پس از مدتی، میرزا محمد خان به همراه تعدادی از مخالفان ناصرالدین شاه برای سرنگونی وی و جانشینی برادرش عبدالصمد میرزا عزالدوله توطئه کردند. ناصرالدین شاه متوجه این توطئه شد و در سفری به مشهد دستور مسموم کردن میرزا محمدخان با قهوه قاجار را صادر کرد. میرزا محمدخان سپهسالار سه روز پس از ورود ناصرالدین شاه به مشهد در سال ۱۸۶۷م درگذشت.
از میرزا محمد خان دو پسر به نام‌های حسین خان اعتضادالملک و محمدمهدی خان اعتضادالدوله شهرتی داشتند. عباس میرزا اعتضادالدوله هم نوهٔ او بود.